# Pince à épiler
 (mars 2023).
Si vous disposez d'ouvrages ou d'articles de référence ou si vous connaissez des sites web de qualité traitant du thème abordé ici, merci de compléter l'article en donnant les références utiles à sa vérifiabilité et en les liant à la section « Notes et références ».
« Brucelles » redirige ici. Pour l’article homophone, voir Bruxelles.

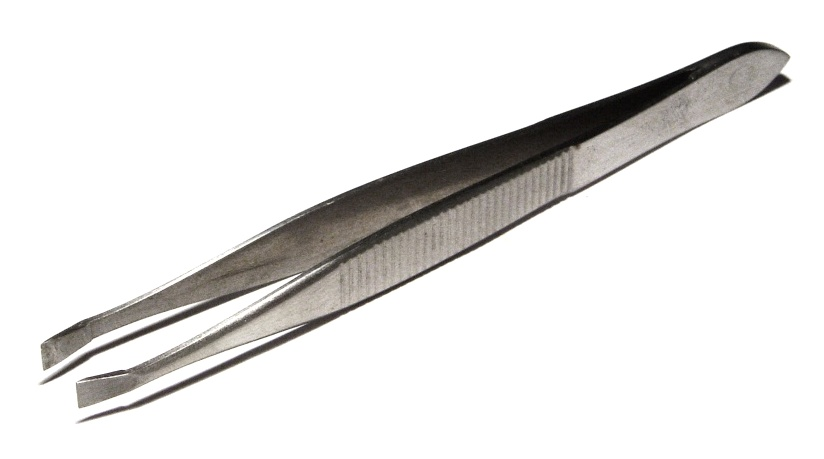
Pince à épiler classique.

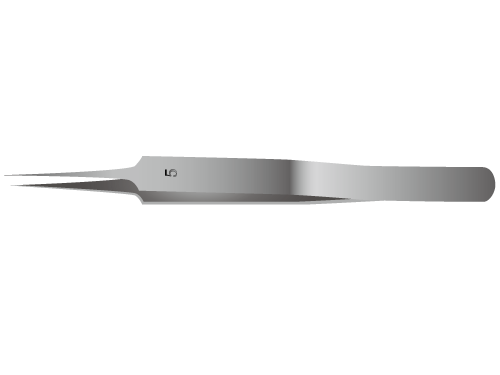
Pince brucelles à pointes fines pour le travail de précision.

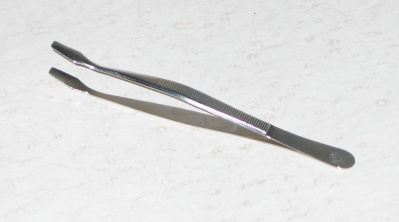
Pince à timbres.

Une pince à épiler ou pincette, aussi appelée brucelles (au pluriel) pour les pinces à usage spécifique, est une sorte de pince éventuellement munie d'un ressort. Généralement de petite taille et utilisée pour des travaux de précision, on trouve cependant des pinces grande taille de conception similaire, utilisées par exemple en cuisine, et également appelées brucelles.
On retrouve les pinces brucelles dans de nombreux domaines où la dextérité humaine et l'usage des doigts trouvent leurs limites : l'industrie horlogère, la bijouterie, l'industrie électronique, mais aussi chez les typographes et, plus généralement, dans tous les domaines où une grande précision est requise (par exemple, pour manipuler de petits échantillons en sciences expérimentales, pour saisir certaines pièces fragiles et/ou petites en mécanique, etc.).
Par extension, dans le domaine de la philatélie, c'est également le nom donné à une petite pince aplatie à l'extrémité de ses deux branches, utilisée pour manipuler les timbres-poste.
Enfin, le terme de « brucelles » désigne plus généralement, en Suisse romande et au Québec, la pince à épiler.
En Afrique du Nord, on appelle cet instrument mongech. Dans son livre, Méharées, Théodore Monod cite régulièrement les brucelles, ou le mongech, comme un outil indispensable à la vie dans le désert, pour ôter les épines plantées dans la peau après une journée de marche.